# Halopeplis
Halopeplis és un gènere de  plantes amb flors de la família amarantàcies i de la subfamília de les Salicornioideae on també es troben altres gèneres de plantes pròpies d'indrets amb sòls salins (halòfits), suculentes, amb tiges articulades i amb fulles esquamiformes molt reduïdes, com Salicornia, Halocnemum, Arthrocaulon, Microcnemum, Halostachys, Sarcocornia... Tots ells pertanyien tradicionalment a la família de les quenopodiàcies, abans que el Grup per a la filogènia de les angiospermes proposés incloure tota aquesta família dins de les amarantàcies.
Segons el criteri de "Plants of the World Online" hi ha tres espècies acceptades que es distribueixen principalment al voltant del Mar Mediterrani, Nord d'Àfrica i Àsia. Una d'elles (la salicòrnia menuda) té presència als Països Catalans, concretament a la província d'Alacant.
Degut a la seva raresa, tant dins del País Valencià(ordre 2/2022, per la qual s’actualitzen els llistats valencians d’espècies protegides de flora i fauna) com a Espanya, està protegida, amb la categoria de Espècie vulnerable.

## Descripció
De les tres espècies d'Halopeplis, una és un petit arbust que viu entre Àfrica i Àsia. Les altres dues són plantes anuals, suculentes que, a diferència d'altres salicorns, no tenen les tiges articulades. Presenta fulles alternes.

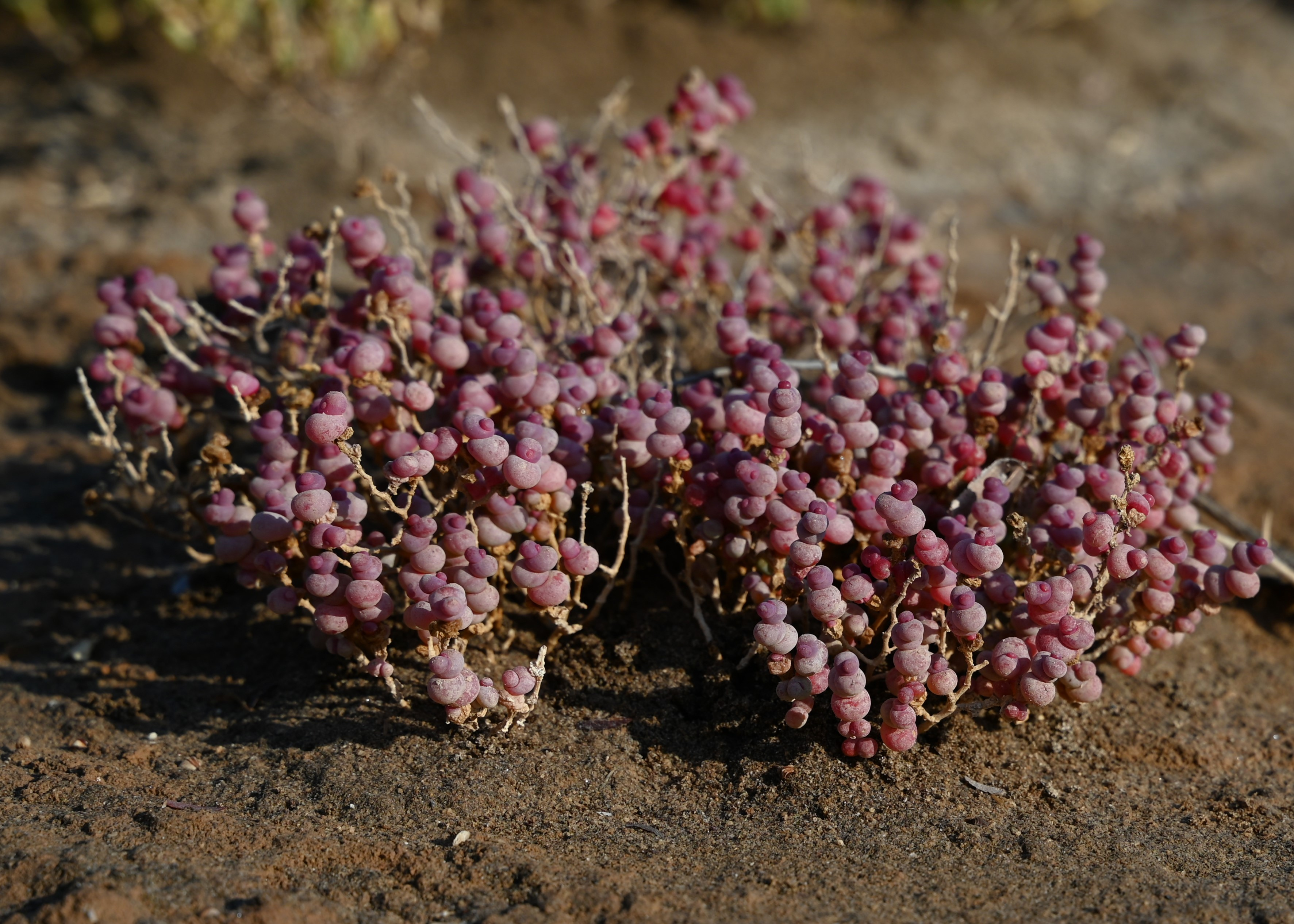
H.perfoliata a Oman, un petit arbust.
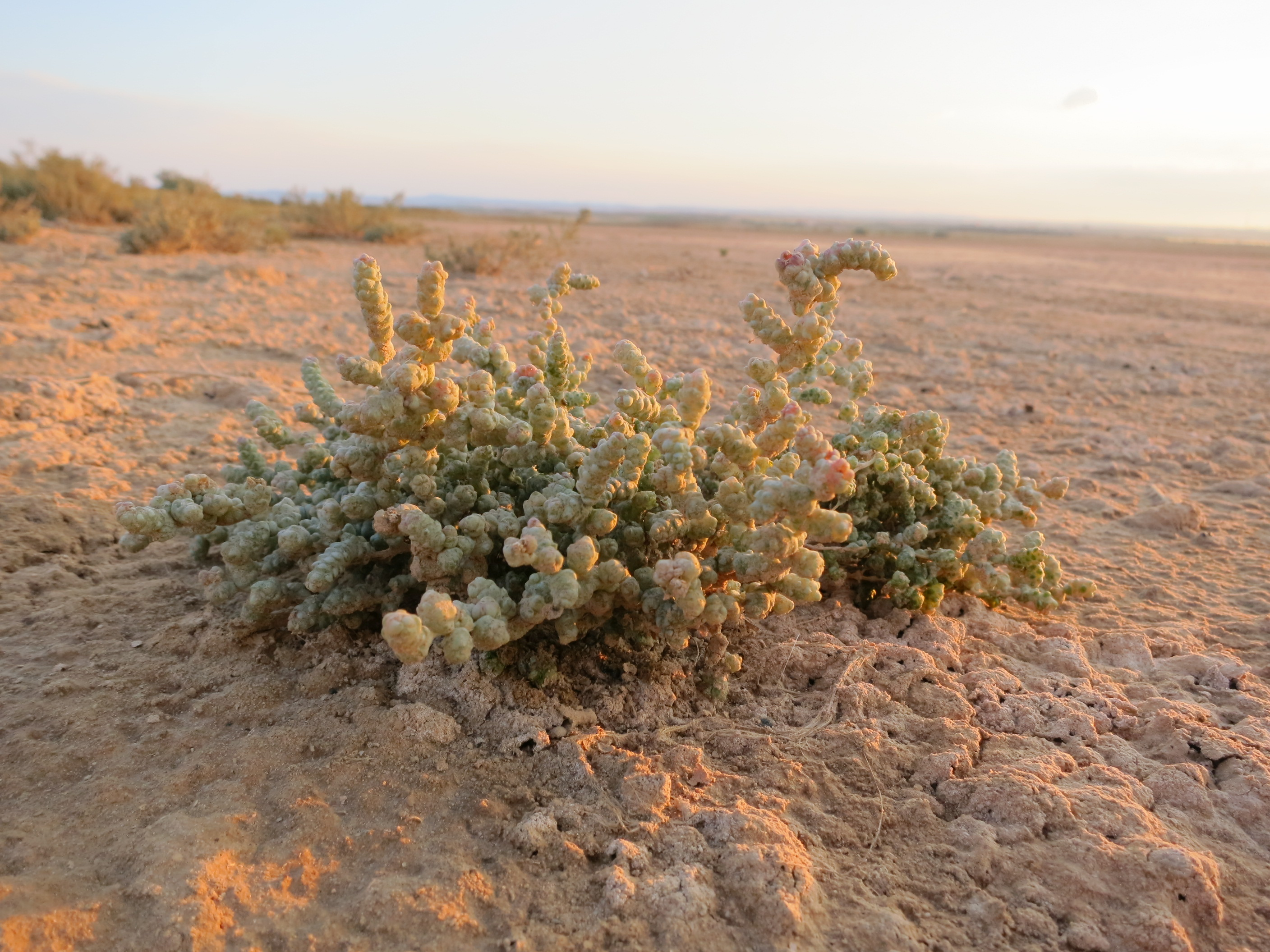
H.amplexicaulis a Teruel, una planta anual.

## Taxonomia
Aquest gènere (Halopeplis Bunge ex Ung.-Sternb.), va ser publicat per Franz Ungern-Sternberg l'any 1866. Encara que  Alexander Bunge havia creat aquest nom l'any 1857, sense fer-ne però una descripció vàlida des del punt de vista taxonòmic.
De les tres espècies acceptades (segons "Plants of the World Online") només Halopeplis amplexicaulis (la salicòrnia menuda) es pot  trobar en algunes localitats de la península Ibèrica i del sud dels Països Catalans, en aiguamolls salins litorals o continentals. També s'ha trobat als Monegros.
- Halopeplis amplexicaulis (Vahl) Ung.-Sternb. ex Ces., Pass. & Gibelli: espècie anual, viu en llacunes i planes salades continentals al voltant del Mediterrani i el Nord d'Àfrica.
- Halopeplis perfoliata (Forssk.) Bunge ex Ung.-Sternb.: petit arbust perenne, viu en ambients salins litorals des de la Mar Roja, la península del Sinaí i la península aràbica fins al Pakistan (Balutxistan)
- Halopeplis pygmaea (Pall.) Bunge ex Ung.-Sternb.: espècie anual, viu en llacunes i planes salades continentals al Caucas, la Mar Càspia, Iraq, Iran, i l'[Àsia Central]] fins a la Xina (Xinjiang)